# Ángel del Norte
El Ángel del Norte (en inglés: Angel of the North) es una escultura moderna diseñada por Antony Gormley, situada en Gateshead, Condado de Tyne y Wear, Inglaterra (Reino Unido).
Tal y como el nombre sugiere, es una escultura de un ángel de dimensiones gigantescas, hecha en acero y con una altura de 20 metros. Las alas miden 54 metros de extremo a extremo de la estatua. Las alas no son perpendiculares al perfil de la estatua, sino que forman un pequeño ángulo de 3,5 grados con idea de crear sensación de brazo. El lugar donde se encuentra la estatua es una colina al sur de Newcastle upon Tyne en la confluencia de la autopista A1 con la carretera A-167.

## Construcción
El proyecto data de 1979, año en que se empezó a trabajar en la idea. El coste total de la escultura ha sido superior a 1 millón de libras esterlinas, sufragadas en su práctica totalidad por la Lotería Nacional del Reino Unido.
Debido a lo expuesto de su emplazamiento, donde el viento puede llegar a soplar con intensidades de hasta 160 km/h, en la construcción de los cimientos se emplearon 600 toneladas de cemento. Los cimientos tienen una profundidad de 20 metros bajo la estatua.
La obra fue esculpida en un tipo especial de acero que soporta las inclemencias del tiempo. El cuerpo del ángel pesa 50 toneladas y cada una de sus alas 55 toneladas. La estatua fue construida por partes en la localidad de Hartlepool y transportada por carretera hasta su emplazamiento final. 
La construcción finalizó en febrero de 1998. En un principio la estatua levantó cierta controversia en la zona aunque, con los años, ha ido ganando adeptos y hoy es uno de los monumentos más emblemáticos del noreste de Inglaterra.

## Galería
- Wikimedia Commons alberga una categoría multimedia sobre Ángel del Norte.

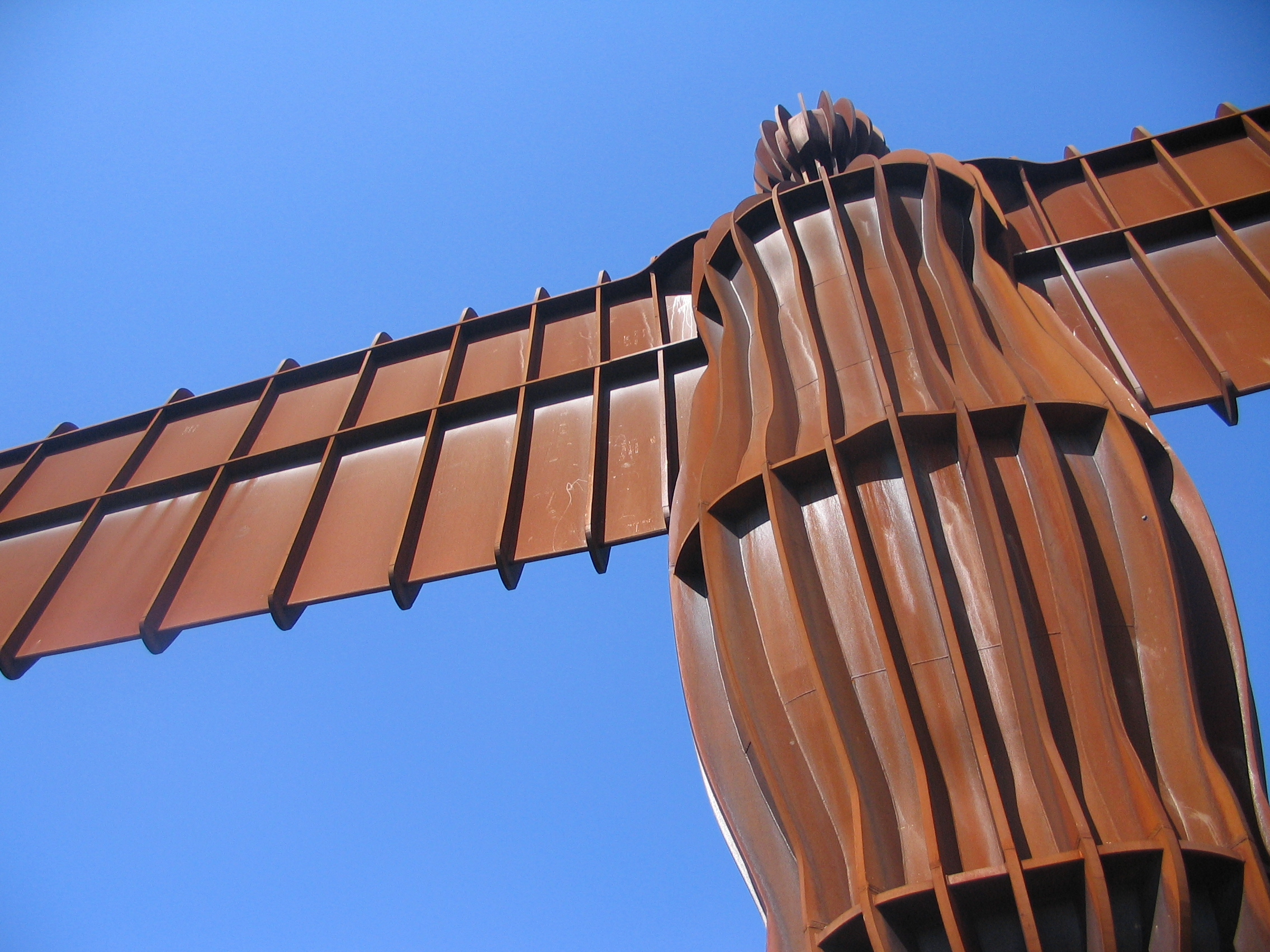
Ángel del Norte visto desde abajo
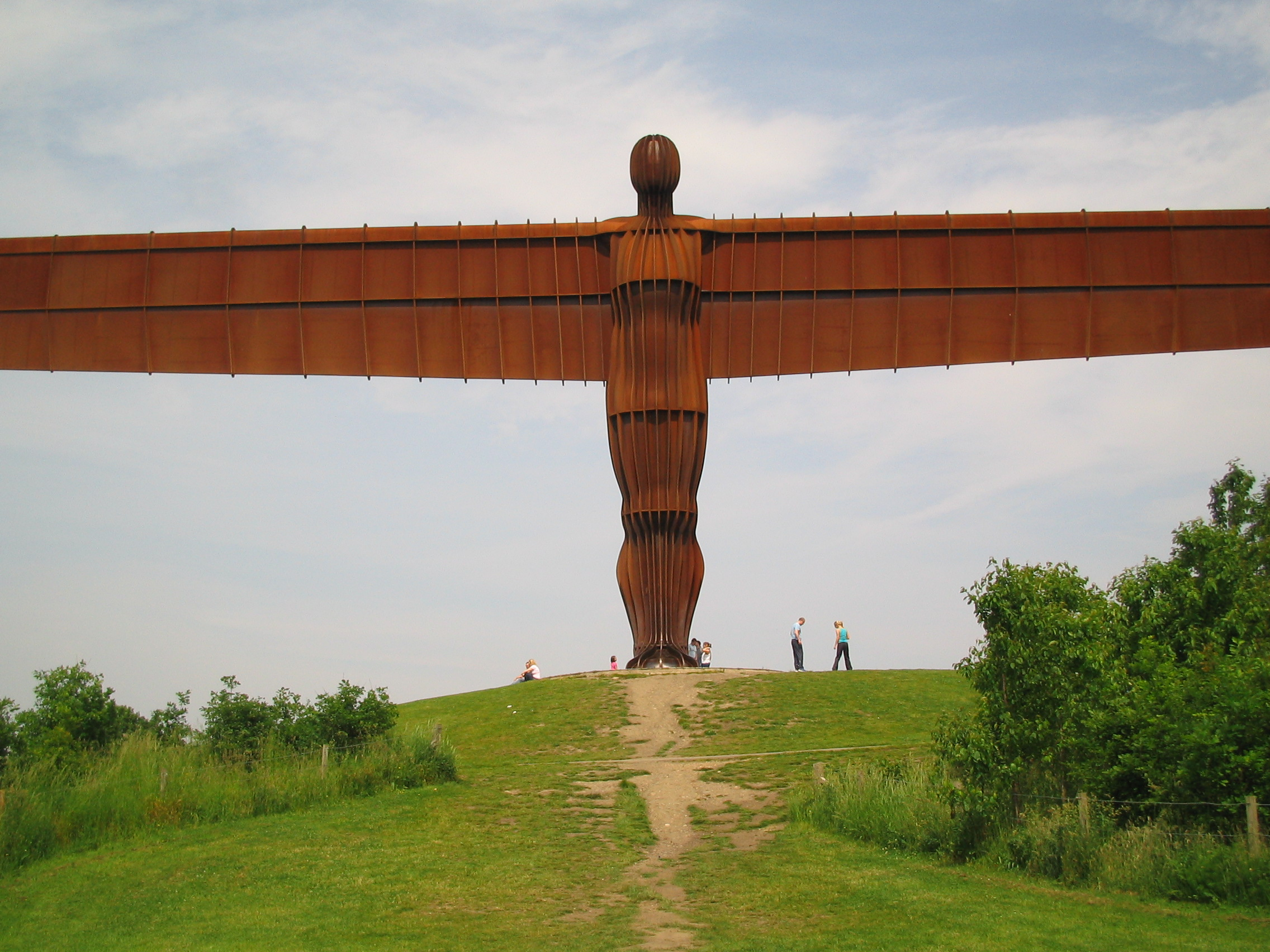
Vista frontal del Ángel del Norte
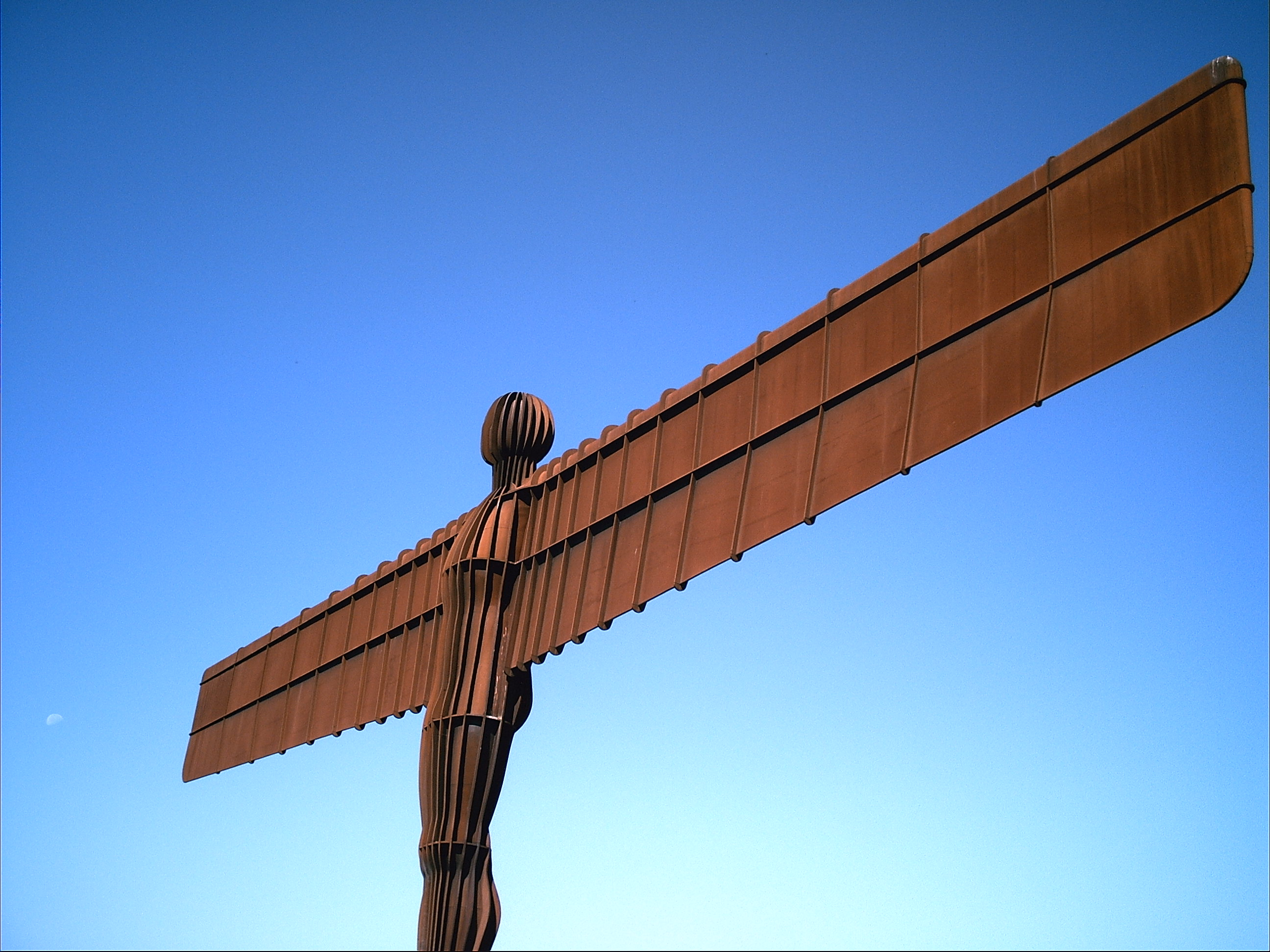
Detalle del cuerpo
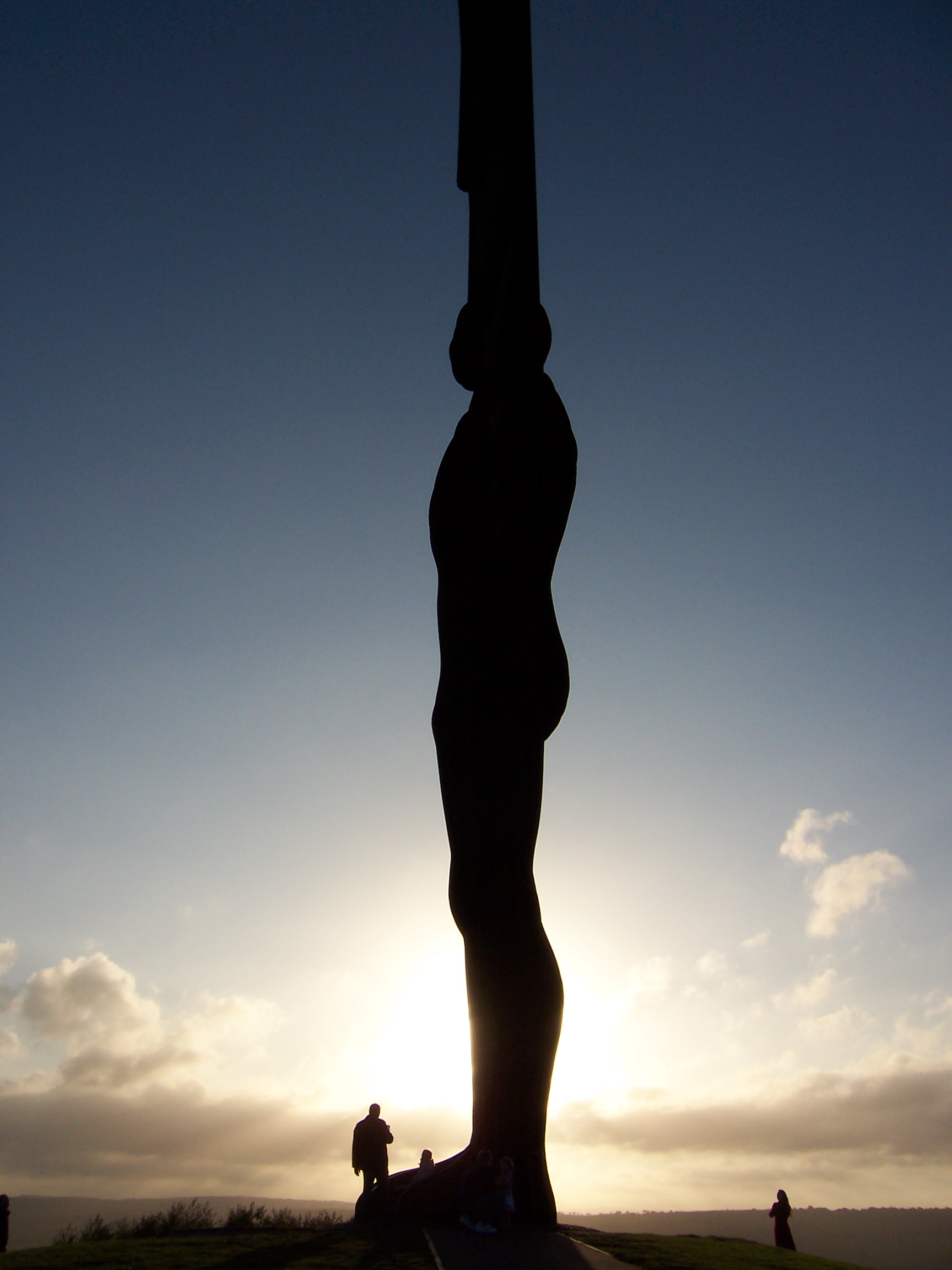
Silueta